# Шалаєв Роман Євгенович
Роман Євгенович Шалаєв (рос. Роман Евгеньевич Шалаев; 9 жовтня 1992, Черняховськ, Росія — 26 червня 2023, Україна) — російський офіцер, майор ПДВ РФ (грудень 2022). Герой Російської Федерації.

## Біографія
Навчався в Чебоксарській середній загальноосвітній школі №51 (сьогодні — ліцей №4), в 2007-2009 роках — в Кубинській середній загальноосвітній школі №1. В 2009 році вступив в Рязанський військовий автомобільний інститут (з лютого 2010 року — автомобільний факультет Рязанського повітрянодесантного командного училища, в серпні 2010 року переведений на базу Омського танкового інженерного інституту). Після закінчення інституту в 2014 році призначений командиром взводу 242-го навчального центру з підготовки молодших спеціалістів ПДВ, з 2019 року — заступник командира роти з військово-політичної роботи. В 2020 році брав участь у інтервенції в Сирію.
Після початку вторгнення в Україну подав рапорт про переведення в бойову частину і в квітні 2022 року призначений заступником командира батальйону з військово-політичної роботи 331-го парашутно-десантного полку. З кінця квітня брав участь у  вторгненні. Загинув у бою. 10 серпня 2023 року був похований на військовому меморіалі «Пантеон захисників Вітчизни» в Митищинському районі.

## Нагороди
Отримав декілька нагород, серед яких:
- Медаль Жукова (2020)
- Медаль «Учаснику військової операції в Сирії»
- Медаль Суворова (2022)
- Звання «Герой Російської Федерації» (2 листопада 2023, посмертно) — «за мужність і героїзм, проявлені під час виконання військового обов'язку.» 23 жовтня 2023 року медаль «Золота зірка» була вручена рідним Шалаєва губернатором Омської області Віталієм Хоценко.